# Deleni (Iași)
Deleni è un comune della Romania di 10 376 abitanti, ubicato nel distretto di Iași, nella regione storica della Moldavia.
Il comune è formato dall'unione di 6 villaggi: Deleni, Feredeni, Leahu-Nacu, Maxut, Poiana, Slobozia.
Deleni dista circa 80 km dal capoluogo Iași e circa 50 da Botoșani.
I primi documenti scritti su questa cittadina fanno risalire l'inizio della sua storia ai primi anni del XV secolo e oggi si possono visitare alcuni edifici importanti come la Chiesa dell'Assunzione di Maria (Adormirea Maicii Domnului) costruita attorno al XVII secolo, il monastero "Lacuri" costruito nel 1724 ed il palazzo Ghica del 1730.
Il comune è situato in un territorio principalmente collinare (fino a 552 m) dove è presente anche un lago per la pesca sportiva ed è attraversata da due fiumi il Bahlui ed il Gurguiata affluente del primo.